# 사랑의 계절 (1977년 영화)
"사랑의 계절"은 1977년에 개봉한 대한민국의 영화이다.

## 줄거리
여고 3학년인 지영은 박선생을 우연히 만나 그의 집을 방문하여 같은 학년인 성구를 만나게 되고, 두사람은 용기를 나눌 수 있는 진실한 친구가 되기 위해 노력한다. 부모를 잃고 은행장이던 할아버지와 함께 사는 성구는 모범생이었다. 식물채집을 갔던 지영이 심장판막증으로 쓰러지고, 성구는 완고한 할아버지를 설득해서 지영에게 수술시켜줄 것을 약속한다. 성구는 할아버지께 더욱 열심히 공부할 것을 다짐하고 지영에게 소식을 전하려고 기쁘게 뛰어간다.

## 캐스팅
- 한미영
- 이형준
- 이순재
- 송재호
- 최남현
- 권미혜
- 김복순
- 김정훈
- 문미봉
- 김애라
- 최설희
- 김승남
- 임성포
- 이영호